# Rabzhima Corona
La Rabzhima Corona è una struttura geologica della superficie di Venere.